# Megachile pampeana
Megachile pampeana är en biart som beskrevs av Joseph Vachal 1908. Megachile pampeana ingår i släktet tapetserarbin, och familjen buksamlarbin. Inga underarter finns listade i Catalogue of Life.